# Paul Köchli
Paul Köchli est un ancien coureur cycliste suisse né le 22 avril 1947 à Bâle.

## Biographie
En 1968, il participe au Tour de France dans l'équipe bi-nationale Suisse/Luxembourg. Il est coureur cycliste professionnel dès 1967 dans l'equipe suisse Tigra-Grammont puis dans les équipes de Jean de Gribaldy, Frimatic-Viva-de Gribaldy en 1969.
Il devient célèbre en devenant l'entraîneur de l'Équipe cycliste La Vie claire à la demande de Bernard Hinault en 1984 avec qui il écrit un livre d'entrainement pour les cyclistes amateurs. Avec l'équipe La Vie Claire, il remporte deux Tours de France grâce à Bernard Hinault et Greg LeMond.
Il est entraineur de l'équipe La Vie Claire de 1984 à 1987.
De 1988 à 1992, il sera à la tête de l'équipe Weinmann-La Suisse, devenue Helvetia.

## Palmarès en tant que cycliste
- 1964
  - 2e du championnat de Suisse sur route juniors
- 1965
  - 2e du championnat de Suisse de demi-fond amateurs
- 1966
  -  Champion de Suisse sur route amateurs

## Résultats sur les grands tours

### Tour de France
1 participation
- 1968 : abandon (5ea étape)